# Romano Romanelli
Romano Romanelli (Florence, 14 mai 1882 - 25 septembre 1969) est un sculpteur italien, le frère du sculpteur Carlo Romanelli (1872-1947)  de la famille d'artistes italiens des Romanelli.

## Biographie
Romano Romanelli fut nommé Accademico d’Italia en 1930.

## Œuvres
- Crucifix du mausolée au maréchal Luigi Cadorna (1850-1928), dans sa cité natale de Pallanza (Verbania)
- Ercole e il Leone (1935, inaugurée en 1937), Piazza Ognissanti, Florence

## Sources